# Jean Kasusula
Jean Kasusula Kiritsho (* 5. August 1982 in Kisangani, Zaire), auch bekannt als Kilitcho Kasusula, ist ein kongolesischer ehemaliger Fußballnationalspieler.

## Karriere
Der Außenverteidiger steht seit 2004 beim kongolesischen Spitzenklub TP Mazembe unter Vertrag. Zuvor spielte er bei kongolesischen Amateurvereinen und bei Rayon Sports in Ruanda. Bei der FIFA-Klub-Weltmeisterschaft 2009 erzielte er bei der 2:3-Niederlage gegen den Auckland City FC den Treffer zur zwischenzeitlichen 2:1-Führung. Mit Mazembe errang er bisher neun neun nationale Meistertitel. Auch International konnte er mit den Les Corbeaux zahlreiche Erfolge feriern. Man gewann dreimal die CAF Champions League, zweimal den CAF Confederation Cup und dreimal den CAF Super Cup.
Kasusula spielte seit 2009 für die A-Nationalmannschaft der Demokratischen Republik Kongo. Außerdem stand er im Kader für den Afrika-Cup 2013 in Südafrika und Afrika-Cup 2015 in Äquatorialguinea. Bei Letzterem konnte er mit seinem Heimatland den 3. Platz erringen.